# 苏蒙
苏蒙（法語：Soumont，法語發音：[sumɔ̃]）是法国埃罗省的一个市镇，属于洛代沃区。

## 地理
苏蒙（43°43'40"N, 3°21'15"E）面积11.04 平方千米，位于法国奧克西塔尼大區埃罗省，该省份为法国南部沿海省份，南濒地中海，西南接奥德省，西北接塔恩省和阿韦龙省，东北与加尔省接壤。
与苏蒙接壤的市镇（或旧市镇、城区）包括：勒博斯克、福济耶尔、洛代沃、圣普里瓦。

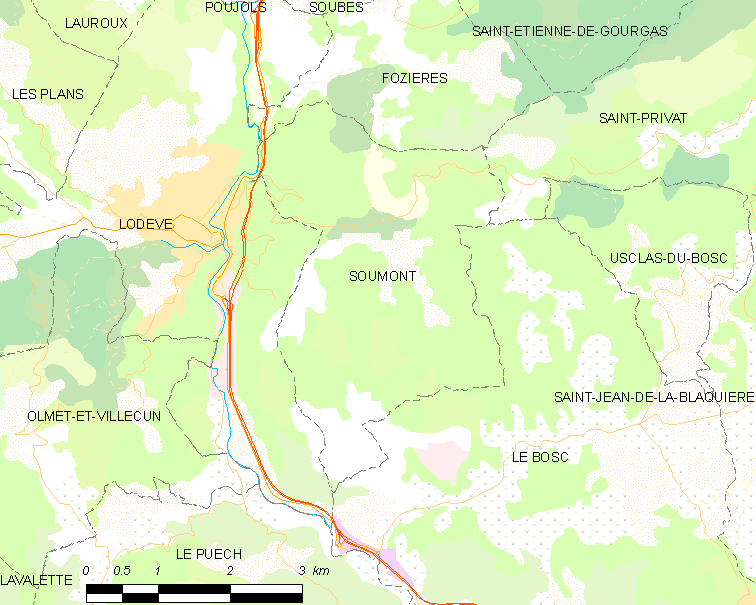
苏蒙的OSM定位图

苏蒙的时区为UTC+01:00、UTC+02:00（夏令时）。

## 行政
苏蒙的邮政编码为34700，INSEE市镇编码为34306。

## 政治
苏蒙所属的省级选区为洛代沃县。

## 人口

1962-2008年间苏蒙人口变化图示

苏蒙于2022年1月1日时的人口数量为243人。